# 国際写真センター
国際写真センター（International Center of Photography）は、1974年に開設された、アメリカ合衆国ニューヨーク市ミッドタウン・マンハッタンに所在する写真専門の総合施設である。一般に、ICPと略称される。

## 歴史
ICPは1974年にコーネル・キャパによって設立され、500以上の展覧会開催、3000人以上の写真家の作品を所蔵し、学生向けにはクラスやワークショップを開催した。創設の契機は1950年代に、コーネル・キャパの周りで写真家の死が相次いだことで（ロバート・キャパ（1954年）、ワーナー・ビショフ（1954年）、デヴィッド・シーモア（1956年）など）、コーネル・キャパが彼らの写真作品の保存の必要性を感じたことによる。彼は、1966年に「the International Fund for Concerned Photography」を設立。このファンドが発展して、国際写真センターの設立に至った。
いわゆる芸術写真よりも、報道写真系統の色彩が強い。ときには、「インターナショナルセンターオブフォトグラフィー」とそのままでカタカナ表記されたり、「国際写真美術館」と表記されたりすることもある。
美術館（展覧会スペース）に、写真に関する学校であるThe ICP Schoolおよび情報センターも併設されている。ブックショップとカフェも設置されている。
多数の写真家の作品を所蔵し、継続的に重要な展覧会を開催するほか（下記「開催された主な展覧会」参照）、写真関連の情報提供を行い、また学校からは多くの卒業生（写真家の卵）を生み出している。美術関係では（日本人にとって）ニューヨークの観光名所の1つになっていることから、アメリカやニューヨークの旅行ガイド本（または、海外の美術館を紹介するガイド本）などでは、いろいろと取り上げられ、様々な情報が紹介されている。

## 開催された主な展覧会
- Apropos USSR (1954–1973): Henri Cartier-Bresson 11/16/74–02/15/75
- Turbulent Decades: Against the Odds, Photographs by Marc Riboud 02/22/75–04/5/75
- Kamoinge: Eleven Black Photographers "Acting Together" 02/22/75–04/5/75
- Moments Without Proper Names: Photographs by Gordon Parks 09/27/75–11/11/75
- An American Experience: Color Photography by Ernst Haas 11/15/75–02/1/76
- Turn of the Century: Lewis W. Hine 11/16/75–02/1/76
- Transforming Eye: The Photographs by Clarence John Laughlin 04/10/76–05/16/76
- Maritime Memories, 1860–1920: Photographs from the Joe Williamson Collection 06/11/76–07/18/76
- Andreas Feininger: A Retrospective 09/24/76–11/7/76
- Karl Struss: Man with a Camera 09/24/76–11/7/76
- Thérèse Bonney: Photographs of French Decorative Arts, 1925–1939 09/24/76–11/7/76
- Masters of the Camera: Stieglitz, Steichen and Their Successors 11/14/76–01/2/77
- Dennis Stock Retrospective 01/7/77–03/13/77
- Disfarmer of Heber Springs by Mike Disfarmer 01/7/77–03/13/77
- Sudek at Home 05/12/77–07/3/77
- Josef Sudek Retrospective: 1896–1976 05/12/77–07/3/77
- Dog Days by Elliott Erwitt 07/8/77–09/11/77
- Symbolism of Light: The Photographs of Clarence H. White 07/8/77–09/11/77
- Women Photograph Men 09/16/77–10/9/77
- Women See Men 09/16/77–10/9/77
- The Russian War: 1941 to 1945 09/16/77–11/6/77
- Weegee the Famous 09/16/77–11/6/77
- The End of the Game by Peter Beard 11/13/77–01/22/78
- Passport to the World: Swiss Photographers from 1840 until Today 02/3/78–03/5/78
- Trees by Frank Horvat 03/23/78–04/14/78
- Munkacsi: Spontaneity & Style 03/23/78–05/28/78
- Photographic Crossroads: The Photo League 06/2/78–07/9/78
- Edward Weston: Gifts to His Sister 07/14/78–09/3/78
- Through My Window by Ruth Orkin 01/11/79–02/4/79
- The Painter As Photographer: David Octavius Hill, Charles Négre, and Auguste Salzmann 02/2/79–03/11/79